# Muhammad as-Sakizli
Muhammad as-Sakizli, arab. ‏محمد الساقزلي‎ (ur. 1892, zm. 14 stycznia 1976) – polityk libijski, od 19 lutego 1954 do 12 kwietnia 1954 premier Libii.
Od 18 marca 1950 do chwili uzyskania przez Libię niepodległości 24 grudnia 1951 był premierem autonomicznego emiratu Cyrenajka.
W 1954 był przez pewien czas ministrem spraw zagranicznych.